# Queer Eye Germany

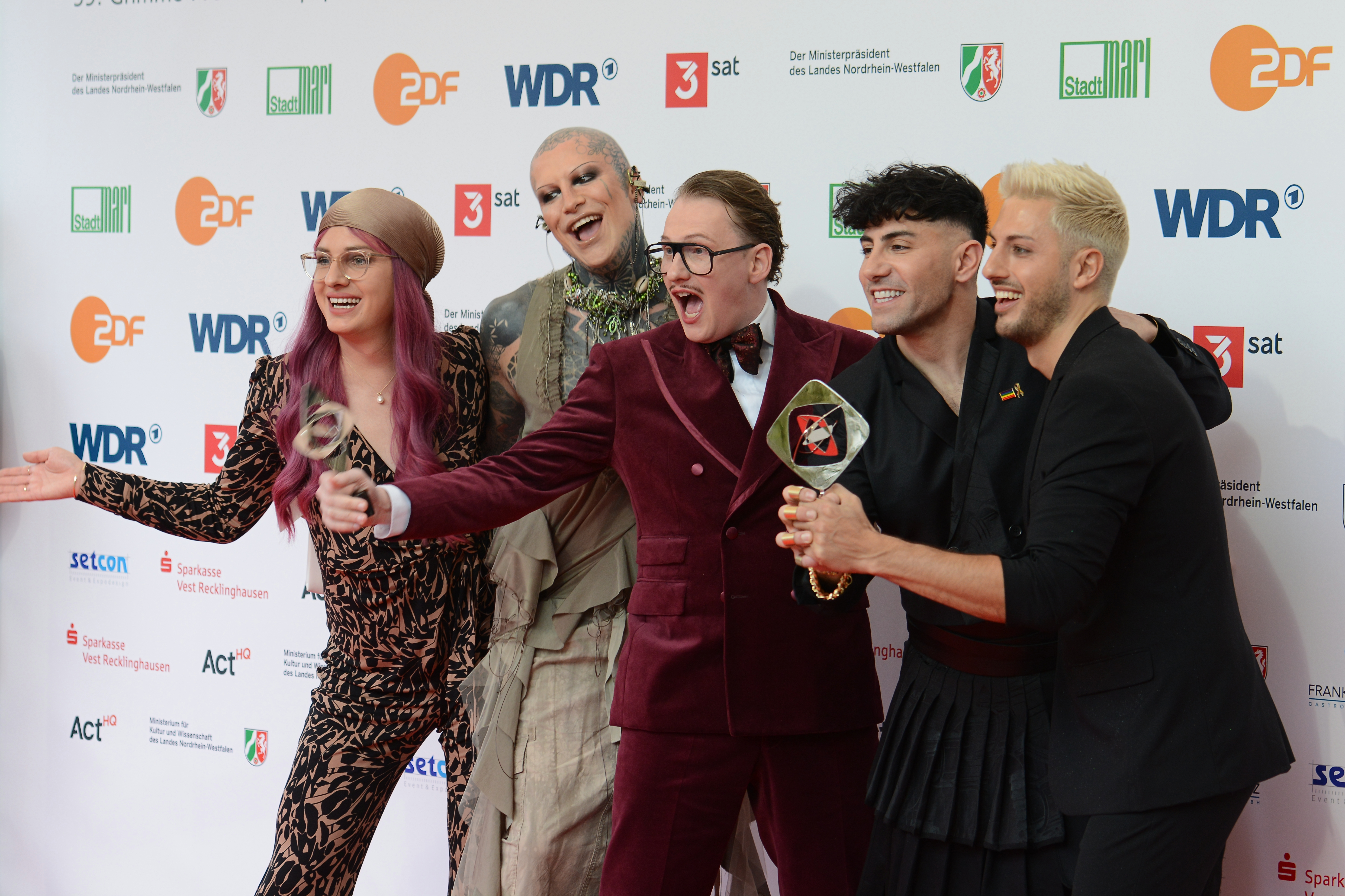
Leni Bolt, Avi Jakobs, Jan-Henrik Scheper-Stuke, Ayan Yuruk, Aljosha Muttardi bei der Verleihung des Grimme-Preises 2023

Queer Eye (deutsch in etwa „das queere Auge“, „der queere Blick“) ist eine Reality-TV-Fernsehsendung, die am 9. März 2022 beim Video-on-Demand-Anbieter Netflix startete. Die Serie ist die deutsche Version der gleichnamigen Fernsehsendung (2018)  in der fünf queere Experten (die so genannten Fab Five, kurz für Fabulous Five – die „Fabelhaften Fünf“) Personen in Alltagsfragen zu Mode, Lifestyle und verwandten Themen beraten. Es handelt sich um die erste internationale Adaption von Queer Eye.

## Die Fab Five
Zu den deutschen Fab Five gehören: Life-Coach Leni Bolt, Modeexperte Jan-Henrik Scheper-Stuke, Beauty-Guru Avi Jakobs, der Experte für Ernährung und Gesundheit Aljosha Muttardi und der Homedesigner Ayan Yuruk.

## Episoden
| Nr. | Titel                         | Erstausstrahlung D |
| --- | ----------------------------- | ------------------ |
| 1   | Mehr ist mehr                 | 09.03.2022         |
| 2   | Das Plastikdosen-Dilemma      | 09.03.2022         |
| 3   | Football’s Coming Out         | 09.03.2022         |
| 4   | Ein Tag am Meer               | 09.03.2022         |
| 5   | Möge die Macht mit Eugen sein | 09.03.2022         |